# Snakefinger
Philip Charles Lithman (Londen, 17 juni 1949 - Linz, 1 juli 1987) was een Engelse multi-instrumentalist, zanger en componist, die vooral bekend werd door zijn samenwerking met de Amerikaanse avant-garde-groep the Residents. Deze groep zou hem vanwege zijn gitaarspel de bijnaam Snakefinger hebben gegeven, die hij vervolgens gebruikte als artiestennaam. Naast gitaar speelde hij onder meer viool.

## Het begin
Lithman vormde eind jaren zestig een folk-rock-duo met Martin Stone. Begin jaren zeventig ging hij naar San Francisco, waar hij the Residents ontmoette. Hij speelde mee op twee concerten van de groep en keerde daarna terug naar Engeland, waar hij zich herenigde met Stone. Met Stone maakte hij in 1972 de plaat 'Kings Of the Robot Rhythm', hierin bijgestaan door zangeres Jo Ann Kelly en enkele leden van Brinsley Schwarz. Datzelfde jaar werd het duo uitgebreid met onder meer Pete Thomas (de latere drummer van Elvis Costello). De ontstane pubrock-groep Chilli Willi and the Red Hot Peppers werd een populaire live-act in Engeland en nam in 1973 en 1974 twee sessies op in de studio van John Peel. In 1974 kwam de groep met de plaat 'Bongos over Balham', dat matig verkocht. In 1975 stopte de groep ermee.

## Amerika en the Residents
Lithman vertrok naar Amerika, waar hij zich vestigde in Los Angeles en twee jaar lang met demo's bij platenmaatschappijen langsging om een platencontract te krijgen. Warner Brothers en RCA zagen niks in hem. Een paar jaar later verhuisde hij naar San Francisco, waar hij weer in contact kwam met the Residents, die nu een bescheiden cult following had. Hij trad met de groep op en speelde mee op Residents-platen. Tevens nam hij onder de naam Snakefinger voor het label van the Residents, Ralph Records, enkele soloplaten op. De eerste verscheen in 1979: 'Chewing Hides the Sound', een plaat die mede-geproduceerd was door de groep. Dat jaar toerde hij met een band in het clubcircuit, 'Bast and the Dead Residents', met onder meer Eric Drew Feldman, een voormalig lid van de band van Captain Beefheart (later Pere Ubu). Een jaar later kwam 'Greener Postures' uit. Tijdens een tournee in Australië in 1980 kreeg Lithman een hartaanval, waarna hij een half jaar werd opgenomen in een ziekenhuis.

## Vestal Virgins
In 1982 richtte Lithman zijn backing-groep 'The Vestal Virgins' op, met Feldman. Snakefinger en the Vestal Virgins namen dat jaar de LP 'Manual of Errors' op. In 1984 volgde een bluescovers-album, 'Snakefinger's History of the Blues: Live in Europe'. In 1986 kwam 'Night of Desirable Objects' uit, een plaat die de verschillende invloeden van Snakefinger weerspiegelde: van Miles Davis tot en met art rock. Met the Residents speelde hij tijdens de '13th Anniversary Tour'.
Tijdens een optreden met the Vestal Virgins in Linz, op 1 juli 1987, kreeg Lithman een fatale hartaanval. Dezelfde dag kwam zijn single 'There's No Justice in Life' uit. Ter nagedachtenis aan Snakefinger componeerden the Residents muziek, later uitgebracht op 'Snakey Wake'.

## Discografie
Chilli Willi and the Red Hot Peppers
- Kings of the Robot Rhythm, Revelation, 1972
- Bongos Over Balham, Mooncrest, 1974
- I'll Be Home (verzameling rarities), Proper Records, cd, 1996

Snakefinger
- The Spot, single, 1978
- Chewing Hides the Sound, Ralph, 1979
- What Wilbur, single, Ralph, 1979
- Greener Postures, Ralph, 1980
- The Man in the Dark Sedan, single, Ralph, 1980
- The Model', single, Ralph, 1980
- Manual of Errors, Ralph, 1982
- Against the Grain, Ralph, 1983
- Snakefinger's History of the Blues: Live in Europe, Rough Trade, 1984
- I Gave Myself to You, single, Undergrowth, 1986
- Snakefinger's Vestal Virgins: Live in Chicago, Ralph cassette 1986, cd Tec Tones, 1996
- Night of Desirable Objects, Ralph, 1987
- There's No Justice in Life, 1987
- Snakefinger: A Collection, East Side Digital, cd 1988
- Philip Charles Lithman aka Snakefinger, UWEB, cd 1993

- Bibliothèque nationale de France: cb160368128 (data)
- Gemeinsame Normdatei: 13524238X
- International Standard Name Identifier: 0000 0000 5958 6297
- Library of Congress Control Number: n95031018
- MusicBrainz: 0d5229d9-98f2-4ab6-94a1-4e90779cfa71
- Virtual International Authority File: 38134830
- WorldCat: E39PCjCWdGwMPMx864CqF3kPw3